# Sikap (krant)
Sikap (ook wel bekend als Mimbar-politik sikap) was een krant in Indonesië, die in de jaren vijftig verscheen in Jakarta. Het blad werd uitgegeven door de Partai Sosialis Indonesia (de Socialistische Partij Indonesië). De hoofdredacteur was L.M. Sitorus.